# Liste der reichsten Polen

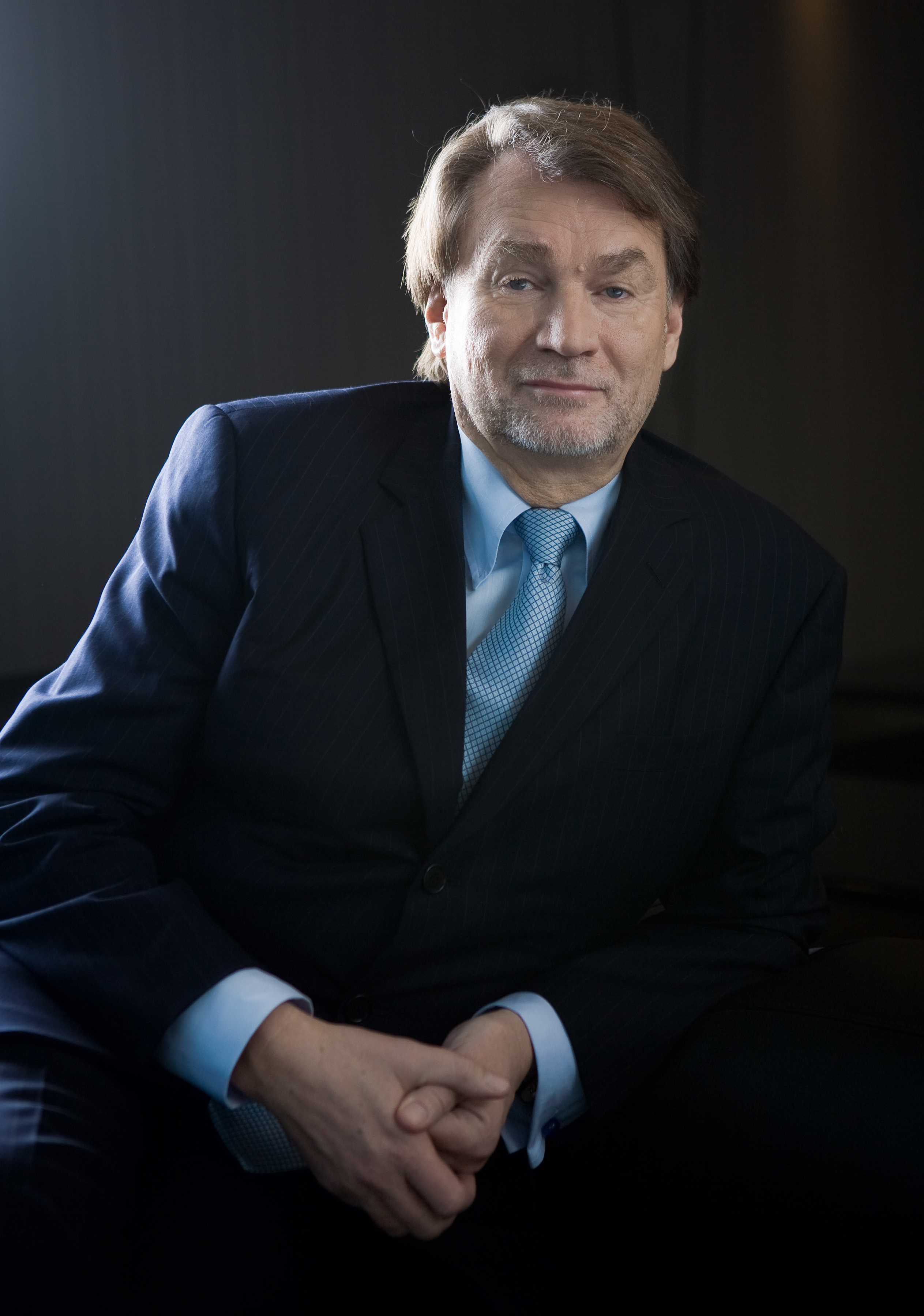
Der reichste Pole 2013:
Jan Kulczyk

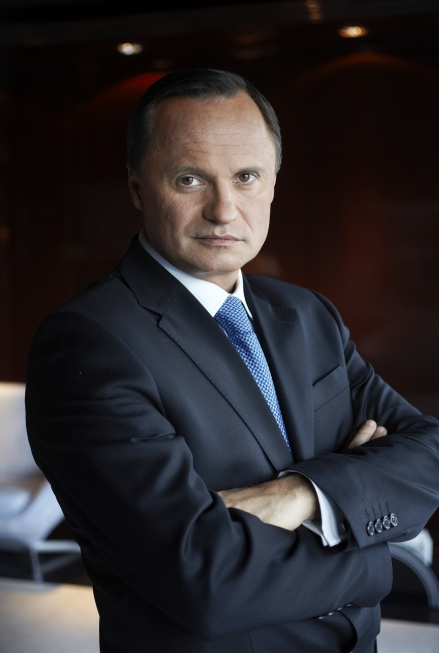
Mit einem geschätzten Vermögen von 1,4 Milliarden USD im Jahr 2013 die Nr. 4:
Leszek Czarnecki

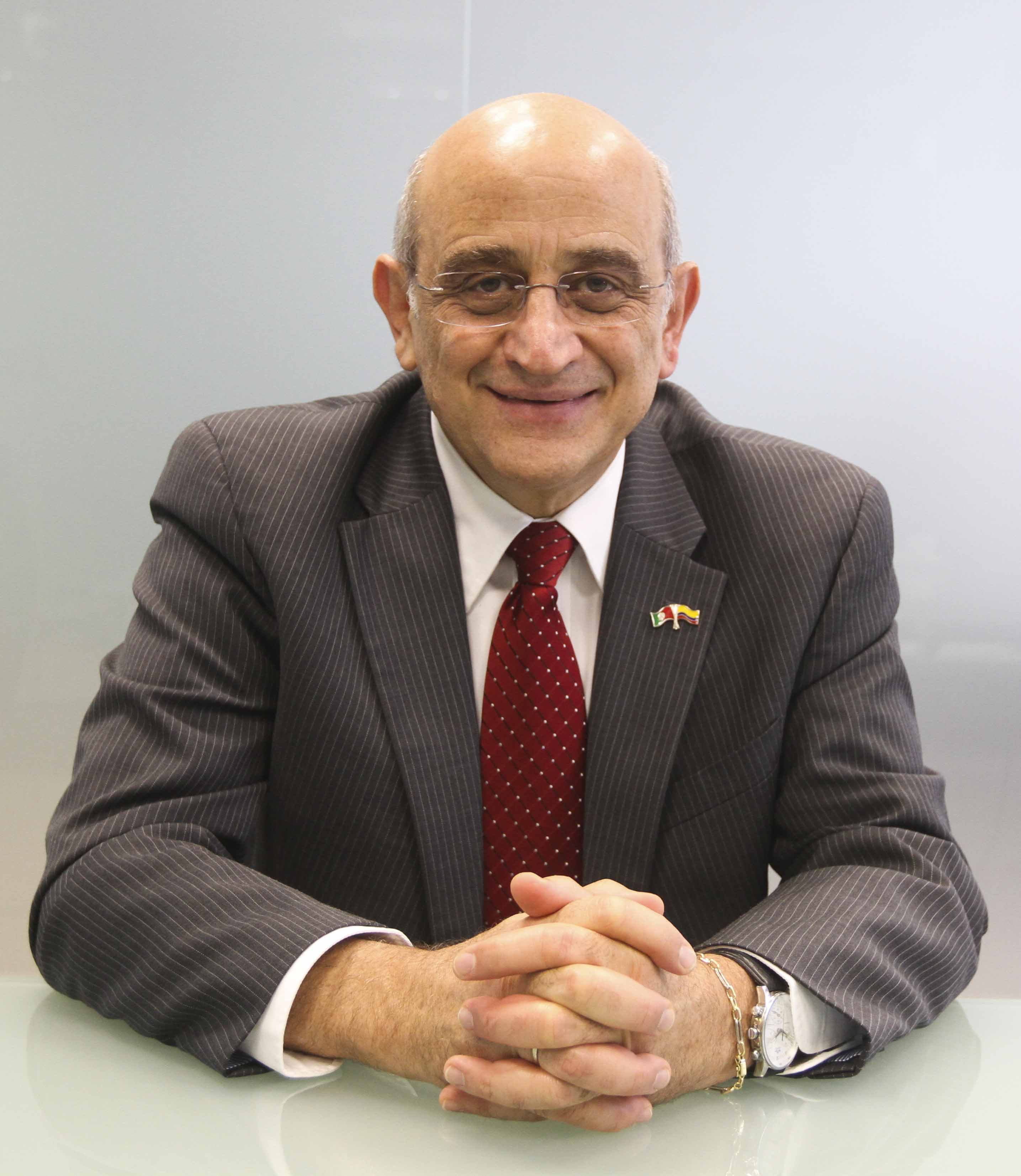
Polnische Staatsangehörigkeit seit 2012 und damit Nr. 5 der Liste im Jahr 2013:
Germán Efromovich

Die Liste der reichsten Polen basiert auf einer entsprechenden Aufstellung der polnischen Ausgabe der Zeitschrift Forbes, die jeweils im Februar erscheint. Eine weitere Liste reicher Polen wird seit dem Jahr 1990 von dem polnischen Nachrichtenmagazin Wprost erstellt; sie erscheint jeweils im Monat Juni. Die Aufstellung der reichsten Polen der Welt stammt von der internationalen Forbes-Ausgabe The World’s Billionaires. Die Vermögensangaben in der Polenliste erfolgen in der polnischen Währung Złoty. Eine Liste reicher Zentral- und Osteuropäer erschien bei Wprost von 2002 bis letztmals 2008.

## Liste Forbes (Polen) 2021
| # | Name               | Vermögen in Milliarden US-Dollar | Wesentliche Vermögenswerte / Industrie       |
| - | ------------------ | -------------------------------- | -------------------------------------------- |
| 1 | Michał Sołowow     | 4                                | Cersanit S.A.                                |
| 2 | Jerzy Starak       | 3,6                              | Polfa Warszawa, Polpharma                    |
| 3 | Tomasz Biernacki   | 3,2                              | Dino Polska / Lebensmittelhandel             |
| 4 | Zygmunt Solorz-Zak | 3,2                              | Polsat / Medien und Telekommunikation        |
| 5 | Dominika Kulczyk   | 2,1                              | Erbin Kulczyk Holding S.A. und Unternehmerin |
| 6 | Sebastian Kulczyk  | 1,6                              | Erbe Kulczyk Holding S.A. und Unternehmer    |
| 7 | Rafal Brzoska      | 1,3                              | Unternehmer                                  |
| 8 | Zbigniew Juroszek  | 1,3                              | Atal S.A. / Immobilien                       |

Quelle: Statista

## Liste Forbes (Polen) 2013
| #  | Name                                   | Vermögen             | Wesentliche Vermögenswerte      |
| -- | -------------------------------------- | -------------------- | ------------------------------- |
| 1  | Jan Kulczyk (verstorben)               | PLN 11,1 Milliarden  | Kulczyk Holding S.A.            |
| 2  | Zygmunt Solorz-Żak                     | PLN 10,4 Milliarden  | Cyfrowy Polsat S.A.             |
| 3  | Michał Sołowow                         | PLN 6,0 Milliarden   | Cersanit S.A.                   |
| 4  | Leszek Czarnecki                       | PLN 4,4 Milliarden   | Getin Holding S.A.              |
| 5  | Germán Efromovich                      | PLN 4,0 Milliarden   | Synergy Group                   |
| 6  | Jerzy Starak                           | PLN 3,05 Milliarden  | Polfa Warszawa, Polpharma       |
| 7  | Dariusz Miłek                          | PLN 2,5 Milliarden   | NG2/CCC S.A.                    |
| 7  | Roman Karkosik                         | PLN 2,5 Milliarden   | Boryszew S.A.                   |
| 9  | Bogusław Cupiał                        | PLN 1,95 Milliarden  | Tele-Fonika Kable, Wisła Krakau |
| 10 | Tomasz Domogała                        | PLN 1,8 Milliarden   | Famur                           |
| 10 | Tadeusz Chmiel                         | PLN 1,8 Milliarden   | Black Red White (BRW)           |
| 12 | Grażyna Kulczyk                        | PLN 1,7 Milliarden   | Stary Browar                    |
| 13 | Marek Piechocki                        | PLN 1,6 Milliarden   | LPP S.A.                        |
| 13 | Jarosław Pawluk                        | PLN 1,6 Milliarden   | CTL Logistics                   |
| 15 | Zbigniew Jakubas                       | PLN 1,4 Milliarden   | Newag S.A., Mennica S.A.        |
| 16 | Ryszard Krauze                         | PLN 1,2 Milliarden   | Asseco S.A., Bioton AG          |
| 17 | Maciej und Małgorzata Adamkiewicz      | PLN 1,1 Milliarden   | Grupa Adamed                    |
| 18 | Krzysztof Olszewski, Solange Olszewska | PLN 0,95 Milliarden  | Solaris Bus & Coach S.A.        |
| 18 | Mariusz Świtalski                      | PLN 0,95 Milliarden  | Żabka Polska S.A.               |
| 20 | Krzysztof Jędrzejewski                 | PLN 0,9 Milliarden   | Kopex S.A.                      |
| 21 | Robert Kamiński                        | PLN 0,855 Milliarden | Kamis S.A.                      |
| 22 | Hieronim Ruta                          | PLN 0,8 Milliarden   | Invest-Bank                     |
| 23 | Jakub Zabłocki                         | PLN 0,79 Milliarden  | X-Trade Brokers                 |
| 24 | Henryk Stokłosa                        | PLN 0,78 Milliarden  | Farmutil                        |
| 25 | Aleksander Gudzowaty                   | PLN 0,77 Milliarden  | Bartimpex S.A.                  |
| 26 | Tomasz Gudzowaty                       | PLN 0,76 Milliarden  | Bartimpex S.A.                  |
| 27 | Zbigniew Komorowski                    | PLN 0,735 Milliarden | Bakoma S.A.                     |
| 28 | Arkadiusz Muś                          | PLN 0,725 Milliarden | Press-Glass                     |
| 29 | Gebrüder Likus                         | PLN 0,64 Milliarden  | Horeca, Mode                    |
| 30 | Edgar Łukasiewicz                      | PLN 0,63 Milliarden  | Look (Investmentfonds)          |

Weitere reiche Polen (mit Wikipedia-Artikeln) sind:
- Krzysztof Klicki (Nr. 32, pln 0,6 Milliarden, Kolporter S.A.)
- Sobiesław Zasada (Nr. 38, pln 0,525 Milliarden, Autosan S.A., Jelcz S.A.)
- Henryk Orfinger (Nr. 56 gemeinsam mit seiner Frau, pln 0,43 Milliarden; Irena Eris)
- Mariusz Walter (Nr. 68, pln 0,34 Milliarden, ITI-Gruppe)
- Zbigniew Niemczycki (Nr. 91 im Jahr 2012; Curtis Group)
- Tomasz Czechowicz (Nr. 93, pln 0,2 Milliarden, MCI Management S.A.)

## Liste Forbes Milliardäre (Welt) Dezember 2015
| #    | Name               | Vermögen            | Herkunft des Vermögens |
| ---- | ------------------ | ------------------- | ---------------------- |
| 418  | Jan Kulczyk        | USD 4 Milliarden    | Kulczyk Holding S.A.   |
| 557  | Zygmunt Solorz-Żak | USD 3,2 Milliarden  | Cyfrowy Polsat S.A.    |
| 949  | Michał Sołowow     | USD 2 Milliarden    | Cersanit S.A.          |
| 1500 | Leszek Czarnecki   | USD 1,25 Milliarden | Getin Holding S.A      |
| 1712 | Dariusz Miłek      | USD 1,05 Milliarden | NG2/CCC S.A.           |

In der Wprost-Auflistung der reichsten Zentral- und Osteuropäer aus dem Jahr 2008 wurden 13 Polen unter den Top 100 gelistet:
- Jan Kulczyk (Nr. 40)
- Zygmunt Solorz-Żak (Nr. 42)
- Bogusław Cupiał (Nr. 46)
- Leszek Czarnecki (Nr. 48)
- Marek Mikuśkiewicz (Nr. 55)
- Aleksander Gudzowaty (Nr. 59)
- Grzegorz Jankilewicz (Nr. 62)
- Sławomir Smołokowski (Nr. 63)
- Michał Sołowow (Nr. 71)
- Roman Karkosik (Nr. 77)
- Ryszard Krauze (Nr. 79)
- Camelia und Corina Voiculescu (Nr. 83)
- Tadeusz Chmiel (Nr. 90)